# Tmutorokan

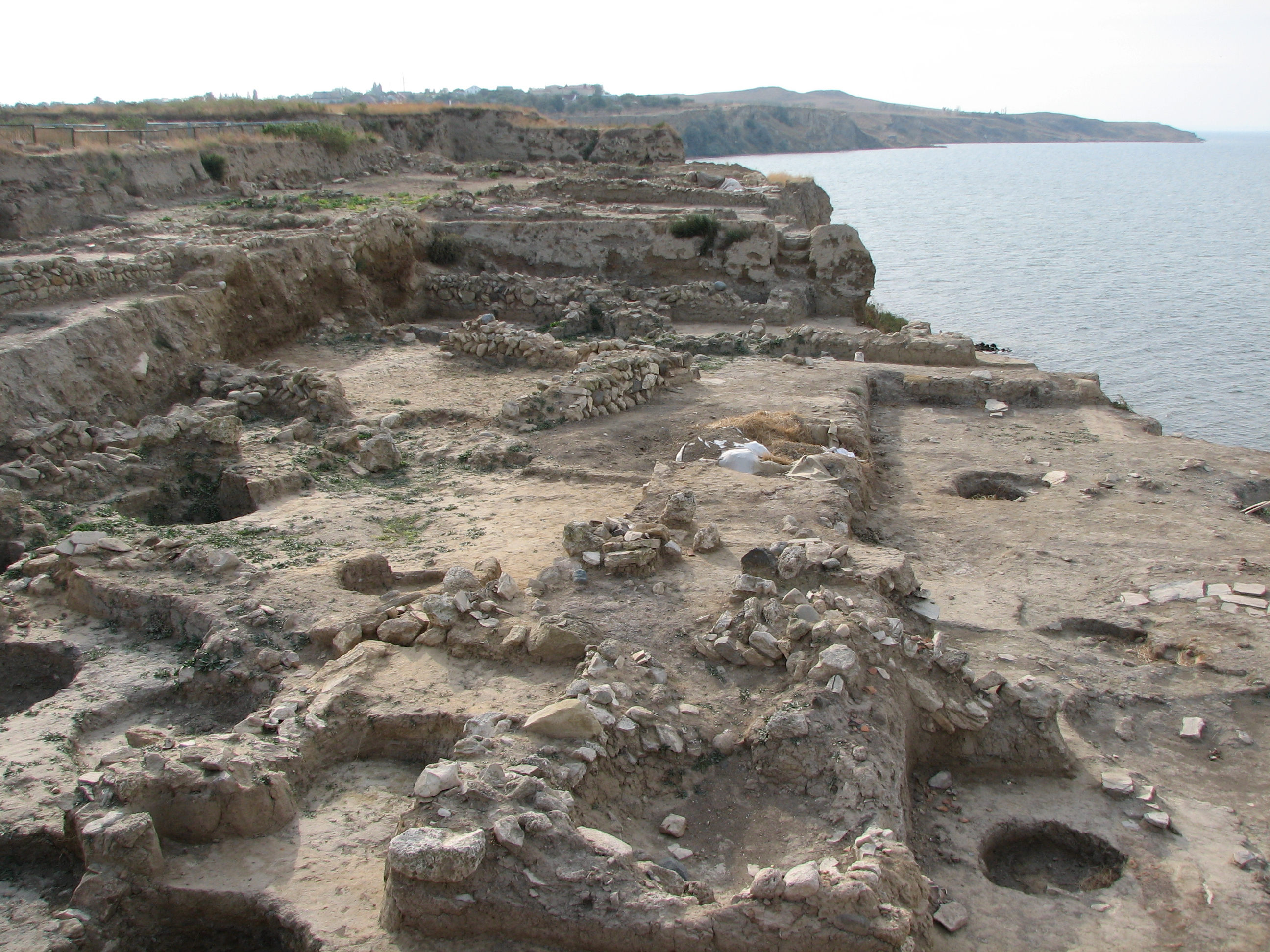
Utgrävningar vid Tmutorokan (2008)

Tmutorokan (ryska: Тмутаракань; ukrainska: Тмуторокань), även skrivet Tmutorakan eller Tmutarakan, var en stad som under 900-1000-talen utgjorde kärnan i ett ryskt eller rusiskt furstendöme.
Tmutorokan låg på Tamanhalvön vid Azovska sjöns strand, mittemot Kertjhalvön på Krim. Staden Tmutorokan nämns i den ryska Nestorskrönikan som en betydande ort för det ryska riket. Området runt Tmutorokan var redan med början under klassisk tid föremål för grekisk kolonisation under 700-, 600- och 500-talen f.Kr. Själva staden Tmutorokan blev dock betydelsefull först under kazarisk tid under 600-800-talen e.Kr. Tidvis låg staden under bysantinskt välde.
Staden var ett viktigt handelscentrum med en bra hamn. Akeologiska utgrävningar av Tmutorokan inleddes på 1800-talet.